# Sjevernodravidski jezici
Sjevernodravidski jezici, jedna od nekoliko glavnih skupinma dravidske porodice jezika, koji se govore na području Pakistana, Indije i Nepala. Skupina obuhvaća pet jezika, to su: brahui [brh] (Pakistan); kumarbhag paharia [kmj] (Indija); kurux [kru] (Indija); nepalski kurux [kxl] (Nepal); i sauria paharia [mjt] (Indija).
Njima govori preko 4.000.000 ljudi, a najznačajniji su brahui i kurux.

## Vanjske poveznice
- Ethnologue (14th)
- Ethnologue (15th)